# Donbass
Donbass (russisk: Донбасс, tr. Donbass; ukrainsk: Донбас, tr. Donbas) er en region i det østlige Ukraine. Navnet er en sammentrækning af Donetsk-bækkenet (russisk: Донецкий бассейн, tr. Donetskij bassejn; ukrainsk: Донецький басейн, tr. Donetskij basejn), der er opkaldt efter floden Donets, der flyder igennem området. Ældre betegnelse er "Don-Bækkenet".

## Geografi
Der er flere definitioner af regionens omfang, men grænserne er ikke fastsat officielt. En hyppig anvendelse af Donbass er som fællesbetegnelse for Donetsk og Luhansk oblaster i Ukraine, mens det historiske kulmineområde ikke kun omfatter dele af disse oblaster, men desuden områder i Dnipropetrovsk oblast i det sydlige Rusland. Donetsk og Luhansk oblaster udgør sammen med Rostov oblast en europæisk grænseregion. Donbass udgjorde den historiske grænse mellem Zaporizjzja sich (ukrainsk: Запорозька Січ) og Donkosak-området (russisk: Область Войска Донского). Området var det vigtigste kulområde i Rusland fra slutningen af 1800-tallet, og udviklede sig til et stærkt industrialiseret område. Området har siden april 2014 i praksis løsrevet fra Ukraine, og indgår Føderationen Nyrusland siden maj 2014.

## Demografi
Det moderne Donbass er et overvejende russisktalende område. Ifølge folketællingen fra 2001 er russisk hovedsprog for 74,9% af beboerne i Donetsk oblast og 68,8% i Luhansk oblast.
Ifølge den ukrainske folketælling i 2001 udgør etniske ukrainere 58% af befolkningen i Luhansk oblast og 56,9% af Donetsk oblast. Etniske russere udgør det største mindretal, der tegner sig for henholdsvis 39% og 38,2% i de to oblaster.

## Konflikterne siden 2014
Fra marts 2014, i forbindelse med urolighederne i Ukraine, udløstes uroligheder i Donbass. Uroen udviklede sig senere til væbnet konfrontation mellem separatister og den ukrainske regering. Separatisterne etablerede senere Donetsk og Lugansk folkerepublikker. Indtil den igangværende konflikt var Donbass, efter Kyiv-området, det tættest befolkede område i Ukraine.
Før konflikten betragtedes byen Donetsk, den femtestørste by i Ukraine, som den uofficielle hovedstad i Donbass. Andre byer med over 100.000 indbyggere, omfatter Lugansk, Mariupol, Makejevka, Gorlovka, Kramatorsk, Slavjansk, Altjevsk, Severodonetsk og Lisitjansk.
Nu er byen Kramatorsk hjemsted for den Ukrainske regerings foreløbige administration for Donetsk oblast, mens den foreløbige administration for Luhansk oblast er i byen Severodonetsk. I oprørsområdet er Donetsk, Makejevka og Gorlovka nu de største byer i Folkerepublikken Donetsk og Lugansk og Altjevsk de største byer i Folkerepublikken Lugansk.
I forbindelse med konflikterne i Ukraine er et stort antal mennesker flygtet fra Donbass-regionen, primært til Rusland.